# 1999 DD8
1999 DD8, também escrito como 1999 DD8, é um objeto transnetuniano (TNO) que está localizado no cinturão de Kuiper, uma região do Sistema Solar. Este corpo celeste é classificado como um cubewano. Ele possui uma magnitude absoluta (H) de 11,1 e, tem um diâmetro estimado com cerca de 27 km.

## Descoberta
1999 DD8 foi descoberto no dia 16 de fevereiro de 1999 pelos astrônomos B. Gladman, J. J. Kavelaars, A. Morbidelli e M. J. Holman.

## Órbita
A órbita de 1999 DD8 tem uma excentricidade de 0.230 e possui um semieixo maior de 39.405 UA. O seu periélio leva o mesmo a uma distância de 30.323 UA em relação ao Sol e seu afélio a 48.487.